# De nieuwe trapeze
De nieuwe trapeze is een Nederlandstalige boekenreeks die in de jaren '70 werd uitgegeven door het Groningse Wolters-Noordhoff. De reeks bestond uit verhalen en gedichten van bekende auteurs, gericht op basisschoolleerlingen.

## Auteurs
- Deel A: Karel Eykman en Frank Herzen; illustraties Bab Siljee
- Deel B: Frank Herzen en Hans Dorrestijn; illustraties Piers Hayman
- Deel C: Paul Biegel en Karel Eykman; illustraties Bert Bouman
- Deel D: Jan Terlouw en Paul Biegel; illustraties Thé Tjong King
- Deel E: Henk van Kerkwijk en C. Buddingh'; illustraties Paul Hulshof
- Deel F: Simon Carmiggelt; illustraties Peter van Straaten